# روبرت بلكينغتون
روبرت بلكينغتون (بالإنجليزية: Robert Pilkington)‏ هو سياسي بريطاني (وحمل سابقاً جنسية المملكة المتحدة لبريطانيا العظمى وأيرلندا)، ولد في 8 فبراير 1870، وتوفي في 30 يونيو 1942. حزبياً، نشط في الحزب الليبرالي. في الانتخابات العامة في المملكة المتحدة 1923 ‏، انتخب عضو برلمان المملكة المتحدة الـ33 عن دائرة كايلي (6 ديسمبر 1923 – 9 أكتوبر 1924) وانتخب عضو الجمعية التشريعية لأستراليا الغربية.